# Muestreo sistemático
En estadística, el muestreo sistemático (en inglés, systematic sampling) es una técnica de muestreo en la que se selecciona un elemento de la población a intervalos regulares. Esto significa que se elige un elemento inicial al azar y luego se selecciona un elemento adicional cada cierto número de elementos en la lista de la población. En términos simples, el muestreo sistemático es una forma de tomar una muestra de la población de manera ordenada y sistemática. Por ejemplo, si se tiene una lista de 100 elementos de la población y se desea tomar una muestra de 10 elementos, se puede elegir un número inicial al azar y luego elegir cada décimo elemento en la lista. El muestreo sistemático se utiliza a menudo en investigaciones sociales, económicas y de mercado para obtener información sobre una población grande y compleja de manera eficiente. La ventaja de este enfoque es que es más fácil y rápido que el muestreo aleatorio simple, pero todavía puede producir resultados precisos si se utiliza correctamente.
Aquí hay algunos aplicaciones de muestreo sistemático:
1. Investigación de mercado: Una empresa de investigación de mercado desea conocer la opinión de los consumidores sobre un nuevo producto. Pueden crear una lista de todos los clientes potenciales y elegir cada décimo cliente en la lista para incluir en la muestra.
2. Encuestas políticas: Un grupo de investigadores desea conocer la opinión de los votantes sobre un candidato político. Pueden crear una lista de todos los votantes registrados y elegir cada quincuagésimo votante en la lista para incluir en la muestra.
3. Estudios médicos: Un equipo de investigadores desea estudiar el efecto de un nuevo tratamiento médico en pacientes con una enfermedad específica. Pueden crear una lista de todos los pacientes que cumplen con los criterios de inclusión y elegir cada quinto paciente en la lista para incluir en la muestra.

En cada uno de estos ejemplos, el muestreo sistemático permite a los investigadores tomar una muestra representativa de la población sin tener que evaluar a cada elemento individual. Esto puede ser más eficiente y costo-efectivo que otros métodos de muestreo.

## Ejemplo
Suponga que un supermercado quiere estudiar los hábitos de compra de sus clientes, luego, utilizando un muestreo sistemático, puede elegir cada décimo o decimoquinto cliente que ingresa al supermercado y realizar el estudio en esta muestra.
Este es un muestreo aleatorio con un sistema. A partir del marco de muestreo, se elige un punto de partida al azar, y las opciones posteriores son a intervalos regulares. Por ejemplo, suponga que desea muestrear 8 casas de una calle de 120 casas. 120/8 = 15, por lo que cada casa 15 se elige después de un punto de partida aleatorio entre 1 y 15. Si el punto de partida aleatorio es 11, entonces las casas seleccionadas son 11, 26, 41, 56, 71, 86, 101 y 116. Como acotación al margen, si cada casa 15 fuera una "casa de esquina", entonces este patrón de esquina podría destruir la aleatoriedad de la muestra.
Si, como es más frecuente, la población no es divisible uniformemente (suponga que desea muestrear 8 casas de 125, donde 125/8 = 15,625), ¿debería tomar cada 15 o cada 16 casas? Si toma cada casa 16, 8 * 16 = 128, existe el riesgo de que la última casa elegida no exista. Por otro lado, si toma cada 15 casas, 8 * 15 = 120, entonces las últimas cinco casas nunca serán seleccionadas. En su lugar, el punto de partida aleatorio debe seleccionarse como un número no entero entre 0 y 15,625 (incluido solo en un punto final) para garantizar que todas las casas tengan las mismas posibilidades de ser seleccionadas; el intervalo ahora debería ser no integral (15.625); y cada número no entero seleccionado debe redondearse al siguiente número entero. Si el punto de partida aleatorio es 3.6, entonces las casas seleccionadas son 4, 20, 35, 50, 66, 82, 98 y 113, donde hay 3 intervalos cíclicos de 15 y 4 intervalos de 16.
Para ilustrar el peligro de una omisión sistemática que oculta un patrón, supongamos que tuviéramos que muestrear un vecindario planificado donde cada calle tiene diez casas en cada cuadra. Esto coloca las casas No. 1, 10, 11, 20, 21, 30 ... en las esquinas de los bloques; Los bloques de esquina pueden ser menos valiosos, ya que una mayor parte de su área está ocupada por el frente de la calle, etc., que no está disponible para fines de construcción. Si luego tomamos muestras de cada décimo hogar, nuestra muestra estará compuesta  solo  por casas de esquina (si comenzamos en 1 o 10) o no tenemos casas de esquina (cualquier otro comienzo); de cualquier manera, no será representativo.
El muestreo sistemático también se puede utilizar con probabilidades de selección no iguales. En este caso, en lugar de simplemente contar los elementos de la población y seleccionar cada  k   th  unidad, asignamos a cada elemento un espacio a lo largo de una recta numérica de acuerdo con su probabilidad de selección . Luego generamos un comienzo aleatorio a partir de una distribución uniforme entre 0 y 1, y nos movemos a lo largo de la recta numérica en pasos de 1.
Ejemplo: tenemos una población de 5 unidades (A a E). Queremos darle a la unidad A un 20% de probabilidad de selección, a la unidad B un 40% de probabilidad, y así sucesivamente hasta la unidad E (100%). Suponiendo que mantenemos el orden alfabético, asignamos cada unidad al siguiente intervalo:
```
A: 0 a 0,2
B: 0,2 a 0,6 (= 0,2 + 0,4)
C: 0,6 a 1,2 (= 0,6 + 0,6)
D: 1,2 a 2,0 (= 1,2 + 0,8)
E: 2.0 a 3.0 (= 2.0 + 1.0)
```

Si nuestro inicio aleatorio fue 0.156, primero seleccionaríamos la unidad cuyo intervalo contiene este número (es decir, A). A continuación, seleccionaríamos el intervalo que contiene 1.156 (elemento C), luego 2.156 (elemento E). Si, en cambio, nuestro inicio aleatorio fuera 0.350, seleccionaríamos entre los puntos 0.350 (B), 1.350 (D) y 2.350 (E).